# 1966-os vásárvárosok kupája-döntő
Az 1966-os vásárvárosok kupája-döntő a 8. VVK-döntő volt, amelyben két spanyol csapat, a címvédő Real Zaragoza és az CF Barcelona mérkőzött a trófeáért. Az oda–visszavágós párharcot a Barcelona nyerte meg 4–3-ra. A katalán csapat harmadik VVK címét szerezte.

## Mérkőzések

### 1. mérkőzés
| 1966. szeptember 14. |

| CF Barcelona | 0–1   | Real Zaragoza |
| ------------ | ----- | ------------- |
|              | (0–1) | Canário 40'   |

| Camp Nou, Barcelona Nézőszám: 50 000 Játékvezető: Zsolt István (magyar) |

| CF BARCELONA: |   |                     |
|               |   |                     |
| GK            | 1 | Salvador Sadurní    |
|               | ' | Julio César Benítez |
|               | ' | Eladio Silvestre    |
|               | ' | Ramón Montesinos    |
|               | ' | Gallego             |
|               | ' | Antoni Torres       |
|               | ' | Pedro Zaballa       |
|               | ' | Lucien Muller       |
|               | ' | José Antonio Zaldúa |
|               | ' | Josep Fusté         |
|               | ' | Luis Vidal          |
| Vezetőedző:   |   |                     |
| Roque Olsen   |   |                     |

| REAL ZARAGOZA:   |   |                       |
|                  |   |                       |
| GK               | 1 | Enrique Yarza         |
|                  | ' | José Ramon Irusquieta |
|                  | ' | Severino Reija        |
|                  | ' | Antonio Pais          |
|                  | ' | Francisco Santamaria  |
|                  | ' | José Luis Violeta     |
|                  | ' | Canário               |
|                  | ' | Eleuterio Santos      |
|                  | ' | Marcelino Martínez    |
|                  | ' | Juan Manuel Villa     |
|                  | ' | Carlos Lapetra        |
| Vezetőedző:      |   |                       |
| Ferdinand Daučík |   |                       |

### 2. mérkőzés
| 1966. szeptember 21. |

| Real Zaragoza     | 2–4 (h. u.)     | CF Barcelona                  |
| ----------------- | --------------- | ----------------------------- |
| Marcelino 24' 87' | (1–1, 2–3, 2–3) | Pujol 3' 85' 120' Zaballa 70' |

| La Romareda, Zaragoza Nézőszám: 33 000 Játékvezető: Concetto Lo Bello (olasz) |

| REAL ZARAGOZA:   |   |                       |     |
|                  |   |                       |     |
| GK               | 1 | Enrique Yarza         |     |
|                  | ' | José Ramon Irusquieta |     |
|                  | ' | Severino Reija        |     |
|                  | ' | Antonio Pais          |     |
|                  | ' | Francisco Santamaria  |     |
|                  | ' | José Luis Violeta     |     |
|                  | ' | Canário               | 88′ |
|                  | ' | Eleuterio Santos      |     |
|                  | ' | Marcelino Martínez    |     |
|                  | ' | Juan Manuel Villa     |     |
|                  | ' | Carlos Lapetra        |     |
| Vezetőedző:      |   |                       |     |
| Ferdinand Daučík |   |                       |     |

| CF BARCELONA: |   |                     |
|               |   |                     |
| GK            | 1 | Salvador Sadurní    |
|               | ' | Foncho              |
|               | ' | Eladio Silvestre    |
|               | ' | Ramón Montesinos    |
|               | ' | Gallego             |
|               | ' | Antoni Torres       |
|               | ' | Pedro Zaballa       |
|               | ' | Pedro Mas           |
|               | ' | José Antonio Zaldúa |
|               | ' | Josep Fusté         |
|               | ' | Lluís Pujol         |
| Vezetőedző:   |   |                     |
| Roque Olsen   |   |                     |

Összesítésben a Barcelona 4–3-ra nyert.
| Az 1965–1966-os vásárvárosok kupája győztese |
| -------------------------------------------- |
| CF Barcelona 3. cím                          |